# Bener (Ngrampal)
Bener is een bestuurslaag in het regentschap Sragen van de provincie Midden-Java, Indonesië. Bener telt 4834 inwoners (volkstelling 2010).